# P.o.
p.o. – skrót używany np. w polityce, biznesie i w wojsku, oznaczający osobę, która zastępuje inną, gdy ta nie może pełnić swoich funkcji (np. w wyniku choroby lub śmierci). Stanowi on skrót słów pełniący obowiązki i pisany jest po nazwisku danej osoby, a przed określeniem funkcji osoby zastępującej).